# Sachiko Tsuruta
Sachiko Tsuruta ist eine US-amerikanische Astrophysikerin.

## Leben
Tsuruta erwarb 1956 ihren Bachelor-Abschluss an der University of Washington und 1959 ihren Master-Abschluss an der Columbia University, an der sie 1964 promoviert wurde (Dissertation: Neutron Star Models). Sie ist Professorin an der Montana State University.
Tsuruta sagte schon als Doktorandin vor deren Entdeckung in Form von Pulsaren (1967) die Existenz von Neutronensternen voraus. Außerdem machte sie durch Beobachtung überprüfbare Aussagen über deren thermodynamisches Verhalten (Erhitzen und Abkühlen), die auch bestätigt wurden. Sie modelliert dabei die Materie in Neutronensternen mit superfluiden Kondensaten von Pionen und Kaonen und Quarks. 
Außer mit Neutronensternen befasst sie sich auch mit anderen kompakten stellaren Objekten wie Schwarzen Löchern (auch supermassiven schwarzen Löchern und dem ultraheissen Plasma in ihrer Umgebung), weißen Zwergen, Modellen aktiver Galaxienkerne (AGN, z. B. Quasare) und deren Energiequelle und Problemen des frühen Universums wie den ersten Sternen, mit Gravitationswellen und Gammablitzen.
2015 erhielt sie den Marcel Grossmann Award insbesondere für ihre Arbeiten zu Neutronensternen. 2016 war sie Gastwissenschaftlerin am Kavli IPMU Institut in Tokio.

## Schriften (Auswahl)
- mit A. G. W. Cameron: Cooling and detectability of neutron stars, Can. J. Phys., Band 44, 1966, S. 1863–1894
- Thermal properties and detectability of neutron stars. I. cooling and heating of neutron stars, Physics Reports, Band 56, 1979, S. 237–277
- Thermal properties and detectability of neutron stars. II. Thermal evolution of rotation-powered neutron stars, Physics Reports, Band 292, 1998, S. 1–130
- mit David Pines,  R. Tamagaki (Hrsg.): The structure and evolution of neutron stars, Basic Books 1992
- Neutron Star Cooling: the Present and the Future, in: Neutron Stars and Pulsars, Astrophysics and Space Science Libruary Vol. 357, Springer Lecture Series (AIP), 2009, S. 289–318
- mit J. Sadino, A. Kobelski, M. Teter, A. Liebmann, T. Takatsuka, K. Nomoto, H. Umeda: Thermal Evolution of Hyperon-mixed Neutron Stars, Astrophysical Journal, Band 691, 2009, S. 621–632
- mit H. Umeda, N. Yoshida, K. Nomoto, M. Sasaki, T. Ohkubo: Early Black Hole Formation by Accretion of Gas and Dark Mater, Journal of Cosmology and Asgtroparticle Physics, Band 8, 2009, S. 23
- mit  T. Ohkubo, K. Nomoto, H. Umeda, N. Yoshida: Evolution of Very Massive Population III: Stars with Mass Accretion from Pre-Main Sequence to Collapse, Astrophysical Journal, Band 706, 2009, S. 1184–1193
- mit J.R. Plowman, D.C. Jacobs, R.W. Hellings, S.L. Larson: Constraining the Black Hole Mass Spectra with Gravitational Wave Observations I: Error Kernal, Monthly Nortices of Royal Astronomical Society, Band 401, 2010, S. 2706–2714
- Thermal Radiation from Pulsars, in: K. Makishima (Hrsg.), The Energetic Cosmos: Suzaku to Astro-H, AIP 2010, S. 166
- mit J. R. Plowman, R. W. Hellings: Constraining the Black Hole Mass Spectra with Gravitational Wave Observations II: Direct Comparison of Detailed Models, Monthly Nortices of Royal Astronomical Society, Band 415, 2011, S. 333–352
- Thermal Evolution of Neutron Stars: Current Status, in: Proceedings of the 9th Pacific Rim Conference on Stellar Astrophysics (=ASP Conference Series), 2012